# Golf Club d'Enghien
Le Golf Club Enghien est un club de golf belge, situé en province de Hainaut à Enghien, au cœur du Parc d’Arenberg.

## Description
Il est constitué de deux parcours :
- L’Arenberg, 18 trous Par 72 , les premiers 9 trous conçus en 2002 par l’architecte Bruno Stenseels ont été complétés en 2015 par 9 trous supplémentaires dessinés par le même architecte
- Le Brunehault, 9 trous compact Par 28, construit sur le site du 4 trous d'origine créé en 1992.

Le Club House est située dans une chaumière érigée en 1776 et restaurée en 1954.